# With Oden on Our Side
With Oden on Our Side är ett album av gruppen Amon Amarth med utgivningsdatum 27 september 2006. Skivan spelades in under maj och juni månad 2006. Skivan sägs vara något av en återgång till deras gamla sound från skivan Once Sent from the Golden Hall, även om deras nya sound fortfarande låter mycket som deras senare skivor (detta är särskilt tydligt på de två första spåren).
Skivomslaget föreställer Oden ridande på Sleipner. Motivet kommer från Tjängvidestenen, en gotländsk bildsten. I bakgrunden finns en valknut.

## Låtlista
1. "Valhall Awaits Me" – 4:43
2. "Runes to My Memory" – 4:32
3. "Asator" – 3:04
4. "Hermods Ride to Hel - Loke's Treachery Part 1" – 4:40
5. "Gods of War Arise" – 6:02
6. "With Oden on Our Side" – 4:34
7. "Cry of the Black Birds" – 3:49
8. "Under the Northern Star" – 4:17
9. "Prediction of Warfare" – 6:38

### Bonus-cd (begränsad upplaga)
1. "Where Silent Gods Stand Guard" (Live at Wacken 2004) – 6:11
2. "Death in Fire" (Live at Wacken 2004) – 4:55
3. "With Oden on Our Side" (Demoversion) – 4:32
4. "Hermods Ride to Hel - Lokes Treachery Part 1" (Demoversion) – 4:49
5. "Once Sent from the Golden Hall" (Sunlight Studio-inspelning från 1997) – 4:03
6. "Return of the Gods" (Sunlight Studio-inspelning 1997 - ej tidigare släppt) – 3:34